# Geotrichum candidum
Geotrichum candidum är en svampart som beskrevs av Link 1809. Geotrichum candidum ingår i släktet Geotrichum och familjen Dipodascaceae.   Inga underarter finns listade i Catalogue of Life.

## Bildgalleri

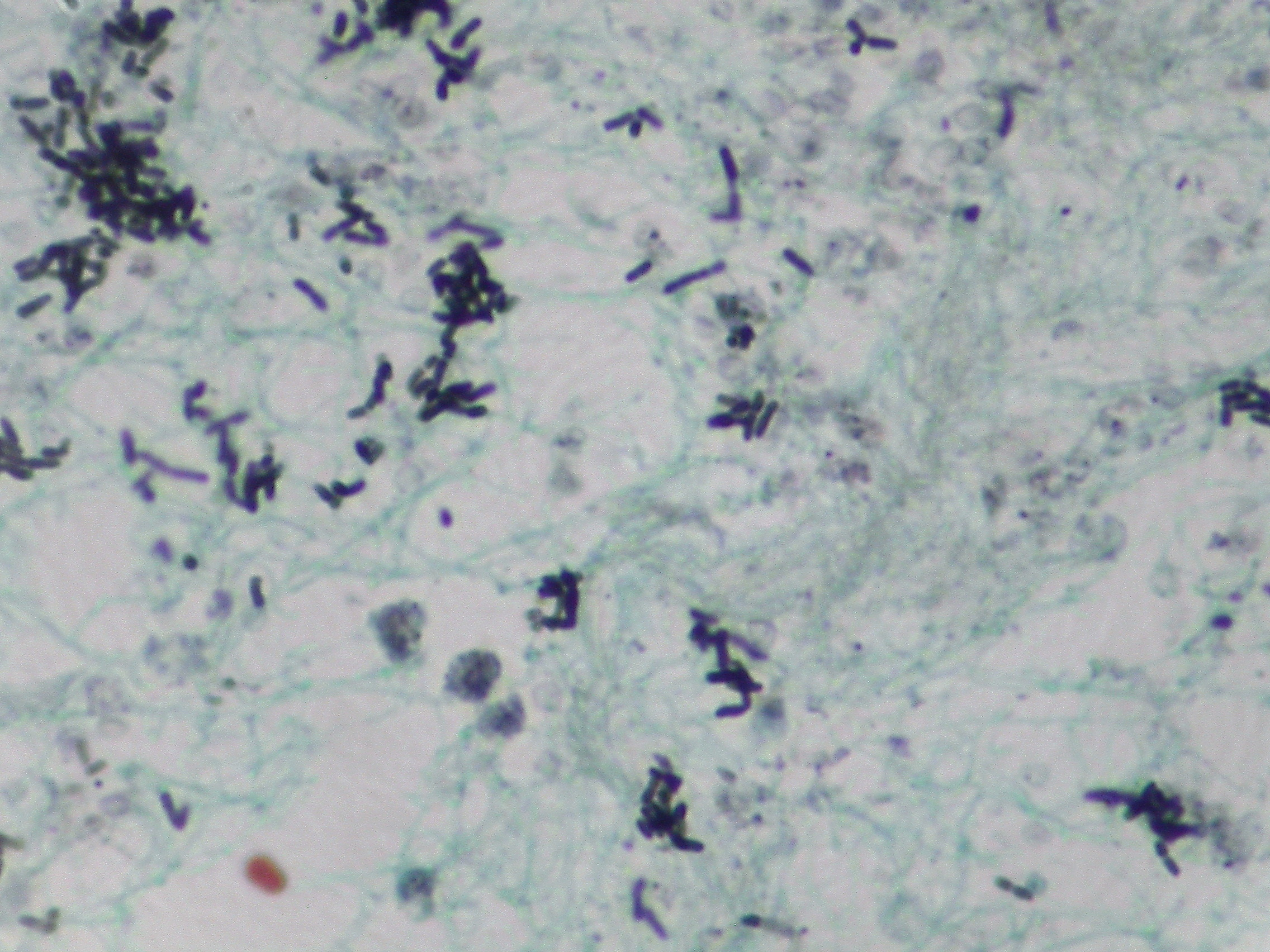
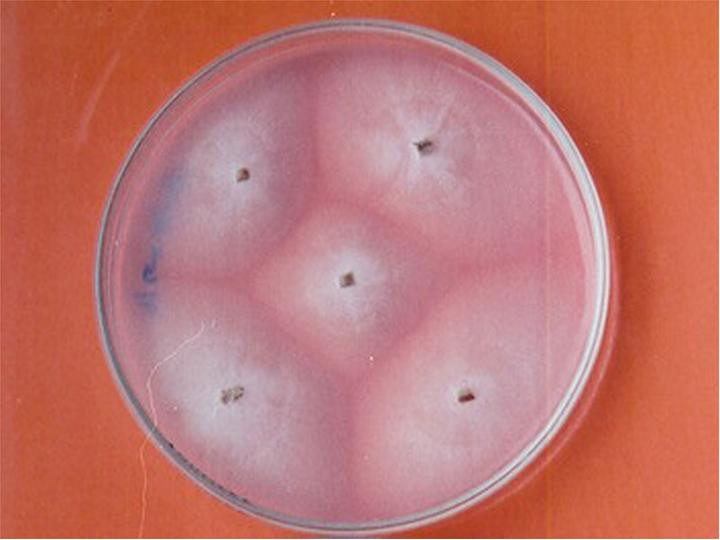